# Чикасо (округ, Міссісіпі)
Шаблон:StateAbbr_ 33°55′ пн. ш. 88°57′ зх. д. / 33.92° пн. ш. 88.95° зх. д.
Округ Чикасо (англ. Chickasaw County) — округ (графство) у штаті Міссісіпі, США. Ідентифікатор округу 28017.

## Історія
Округ утворений 1836 року.

## Демографія
За даними перепису
2000 року
загальне населення округу становило 19440 осіб, зокрема міського населення було 3114, а сільського — 16326.
Серед мешканців округу чоловіків було 9345, а жінок — 10095. В окрузі було 7253 домогосподарства, 5289 родин, які мешкали в 7981 будинках.
Середній розмір родини становив 3,17.
Віковий розподіл населення поданий у таблиці:
| Стать    | До 15 років | 15-21 | 22-29 | 30-39 | 40-49 | 50-65 | 65-85 | Понад 85 |
| -------- | ----------- | ----- | ----- | ----- | ----- | ----- | ----- | -------- |
| Чоловіки | 2404        | 1052  | 948   | 1312  | 1291  | 1359  | 890   | 89       |
| Жінки    | 2250        | 938   | 989   | 1421  | 1371  | 1475  | 1359  | 292      |

## Суміжні округи
- Понтоток — північ
- Лі — північний схід
- Монро — схід
- Клей — південний схід
- Вебстер — південний захід
- Калгун — захід

## Виноски
1. ↑  U.S. Decennial Census. United States Census Bureau. Архів оригіналу за 26 квітня 2015. Процитовано 3 листопада 2014.
2. ↑  Historical Census Browser. University of Virginia Library. Архів оригіналу за 11 серпня 2012. Процитовано 3 листопада 2014.
3. ↑  Population of Counties by Decennial Census: 1900 to 1990. United States Census Bureau. Архів оригіналу за 28 грудня 2014. Процитовано 3 листопада 2014.
4. ↑  Census 2000 PHC-T-4. Ranking Tables for Counties: 1990 and 2000 (PDF). United States Census Bureau. Архів оригіналу (PDF) за 18 грудня 2014. Процитовано 3 листопада 2014.
5. ↑  State & County QuickFacts. United States Census Bureau. Архів оригіналу за 8 липня 2011. Процитовано 3 вересня 2013. [Архівовано 2011-06-07 у Wayback Machine.](англ.) Наведено за англійською вікіпедією.
6. ↑  American FactFinder. Бюро перепису населення США. Архів оригіналу за 26 лютого 2012. Процитовано 31 січня 2008. [Архівовано 2008-05-21 у Wayback Machine.]

| США | Це незавершена стаття з географії США. Ви можете допомогти проєкту, виправивши або дописавши її. |